# Alberto Suárez Inda
Alberto Suárez Inda (30 de janeiro de 1939) é um cardeal mexicano, arcebispo emérito de Morelia.

## Biografia
Estudou no Seminário de Morelia e na Pontifícia Universidade Gregoriana, em Roma, onde obteve uma licenciatura em filosofia. Foi ordenado padre em sua cidade natal de Celaya em 8 de agosto de 1964, incardinado na Arquidiocese de Morelia.
Eleito bispo de Tacámbaro em 5 de novembro de 1985, foi consagrado em 20 de dezembro de 1985, por Girolamo Prigione, arcebispo-titular de Lauriaco, delegado apostólico no México, assistido por Estanislao Alcaraz y Figueroa, arcebispo de Morelia e por Luis Morales Reyes, bispo-coadjutor de Torreón. Promovido para a sé metropolitana de Morelia em 20 de janeiro de 1995, pelo Papa João Paulo II.
Em 4 de janeiro de 2015, o Papa Francisco anunciou a sua criação como cardeal, no Consistório Ordinário Público de 2015. A notícia da chegada ao Sacro Colégio do Mons. Suárez Inda causou uma grande surpresa, já que provem de uma diocese que nunca teve um cardeal pelo que o porta-voz do Vaticano, Mons. Federico Lombardi, comentou a respeito, que este é um gesto do Papa Francisco com o México especialmente e devido a que a zona de influência da Arquidiocese de Morelia é uma zona muito atingida pela violência nesse momento.
Foi criado cardeal-presbítero de São Policarpo, recebendo o barrete e o anel cardinalício em 14 de fevereiro.